# Таюра (село)
Таю́ра — село в Усть-Кутском районе Иркутской области, Россия. Расположено на правом берегу реки Лены в устье реки Таюры в 53 км северо-восточнее Усть-Кута и в 545 км севернее Иркутска (по воздуху).
Население — 28 человек (2010), занято в подсобном хозяйстве.
Основано в конце XVII — начале XVIII.
Относится к Подымахинскому сельскому поселению. Глава администрации — Александр Яковлевич Мохов.

## Географическое положение
Таюра расположена севернее центральной части Иркутской области в восточной части Усть-Кутского района на правом берегу реки Лены, в устье реки Таюры.
Ближайший крупный населённый пункт — город Усть-Кут. Расстояние от Таюры по воздуху — 53 км (ЮЗ), по реке Лене — ок. 70 км вверх по течению. Расстояние до центра сельского поселения села Подымахина — ок. 30 км вверх по течению
Часовой пояс. Иркутское время: IRKT = UTC+8. Летнее время: IRKST = UTC+9. Разница во времени с Москвой — 5 часов: MSK +5.
О климате, рельефе и почвенном покрове см.: Усть-Кутский район

## История

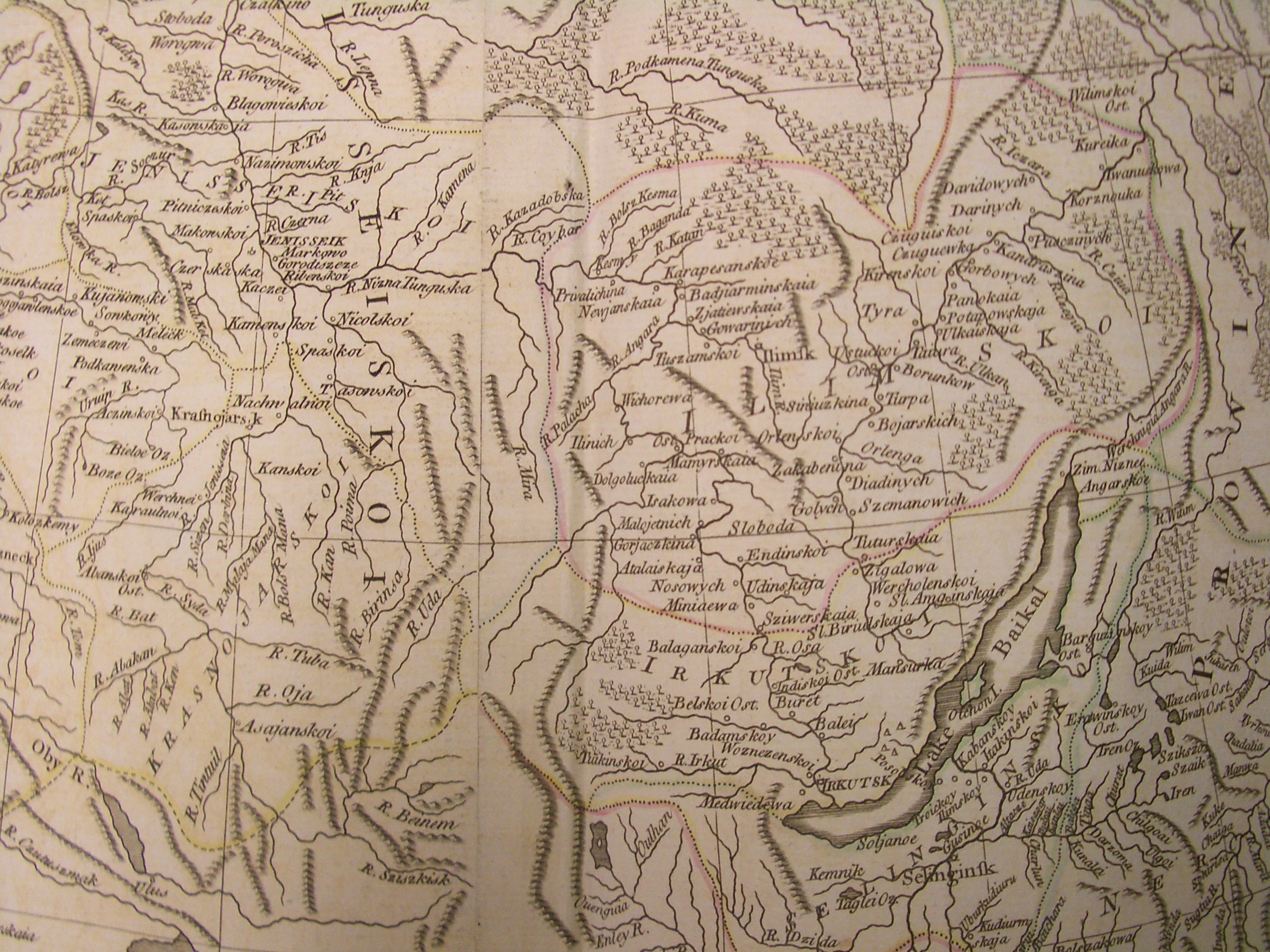
Деревня Таюра на карте Восточной Сибири 1773 года.

Об истории села имеются лишь обрывочные сведения. Деревня Таюрская впервые упоминается в документах с 1699 года. Основатель — Фёдор Тимофеев сын (Тимофеевич) Таюрский. В 1723 году в деревне было три двора пашенных крестьян.

### XVIII век. Ключи-Воскресенский медеплавильный завод
В XVIII веке вблизи села, чуть ниже по течению Лены, действовал Ключи-Воскресенский медеплавильный завод.
Основной рабочей силой были ссыльные каторжные, но использовался и труд наёмных рабочих, по отношению к которым также действовали методы закрепощения. Работникам либо выдавались деньги вперёд, так, что  они не могли отработать их по нескольку лет, либо, наоборот, преднамеренно задерживали выплаты.
Наиболее известным управляющим был человек по имени Иван Сисин. В архивных документах имеются свидетельства самоуправства, в том числе самочинных обысков, что неоднократно оканчивалось столкновениями с рабочим и жителями Таюры.
Тяжёлые условия труда приводили к постоянному бегству ссыльных. Так, в феврале 1779 года с завода сбежали 11 человек, которые во главе со ссыльным Соболевым отправились в Иркутск. Попытки остановить их в Усть-Куте и Орлинге к успеху не привели, и при поддержке крестьян беглецы достигли Иркутска, где были посажены в тюрьму, однако наказаны не были, так как «инструмент они сдали, разбой не чинили». В мае того же года на завод прибыла новая партия ссыльных — 71 человек. Из них пятеро сбежали сразу, ещё 12 человек — через три недели.
Не мене существенной проблемой было отсутствие качественного сырья. Используемые на заводе руды были бедны металлом. Согласно записям дорожного дневника Александра Радищева, проезжавшего через Усть-Кут в ссылку, руду пытались плавить недалеко от деревни Тарасовой, но это обходилось дорого.
Завод влачил жалкое существование, и в конце XVIII века был закрыт. Сейчас на его месте встречаются небольшие кучки шлака и могилы каторжан.

### XX век
В 1919 году село было освобождено от колчаковцев, здесь была разоружена одна из сдавшихся групп белогвардейцев, участвовавших в боях за Усть-Кут.
В 1920-х церковь в Таюре по решению крестьян была переделана под школу.
Перед Великой Отечественной войной в селе был организован колхоз, однако хозяйство было сильно подорвано войной. Так, если в 1941 году в селе насчитывалось 99 лошадей, то 1945-му их осталось 17. Катастрофически снизилась и урожайность земель.
В 1949 году оборудована простейшая электростанция, загорелись первые электрические лампочки.

## Экономика
Предприятия отсутствуют. Население занято в подсобном хозяйстве. Сбыт сельхозпродукции в бюджетные организации города Усть-Кута.

## Транспорт
Автомобильный. С другими населёнными пунктами Таюру связывают только лесные дороги и геологические профили, в плохую погоду непроезжие для большинства автомобилей.
В 22 км от села проходит участок местной автодороги Усть-Кут — Верхнемарково, с 2007 года ставшей частью строящейся федеральной автодороги «Вилюй». Однако выход на неё даёт только просёлочная дорога, проезжая только для автомобилей с хорошей проходимостью при благоприятных погодных условиях. При этом дорога проходит по левому берегу Лены, в то время как село находится на правом берегу, а водные переправы отсутствуют.
По лесным дорогам (геологическим и лесовозным профилям) условно возможен проезд до пгт Звёздного. Протяжённость маршрута — ок. 40 км; крупных водных преград нет.
Зимой возможна переправа по руслу реки Лены (действует автозимник).

## Связь
Спутниковый таксофон. Сотовая, проводная телефонная связь отсутствуют. Почтовое отделение находится в с. Подымахине (666775).

## Социальная сфера
Фельдшерский пункт.
Действует дизельная электростанция (электроснабжение по нескольку часов в день).
Снабжение жителей товарами первой необходимости осуществляется оптовыми организациями на контрактной основе по заявкам жителей села.

## Люди, связанные с Таюрой
- Таюрский, Андрей Иванович